# Lachswehr
Die Lachswehr ist ein unter Denkmalschutz stehendes ehemaliges Gartenrestaurant im Stil des Rokoko an der Trave in der Hansestadt Lübeck. Seit 2019 wird in dem Gebäude eine Kindertagesstätte betrieben.

## Geschichte

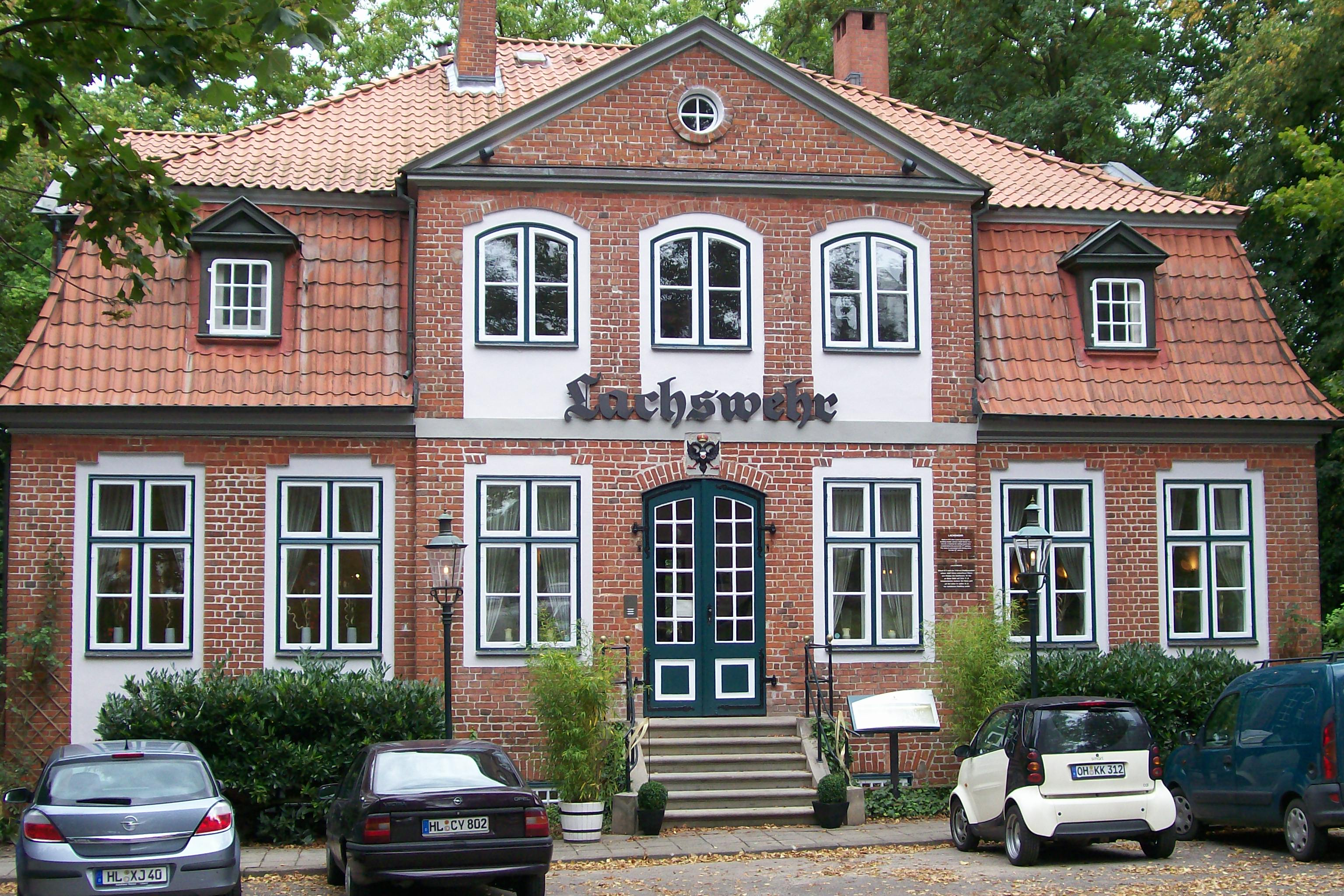
Das Restaurant Lachswehr 2007

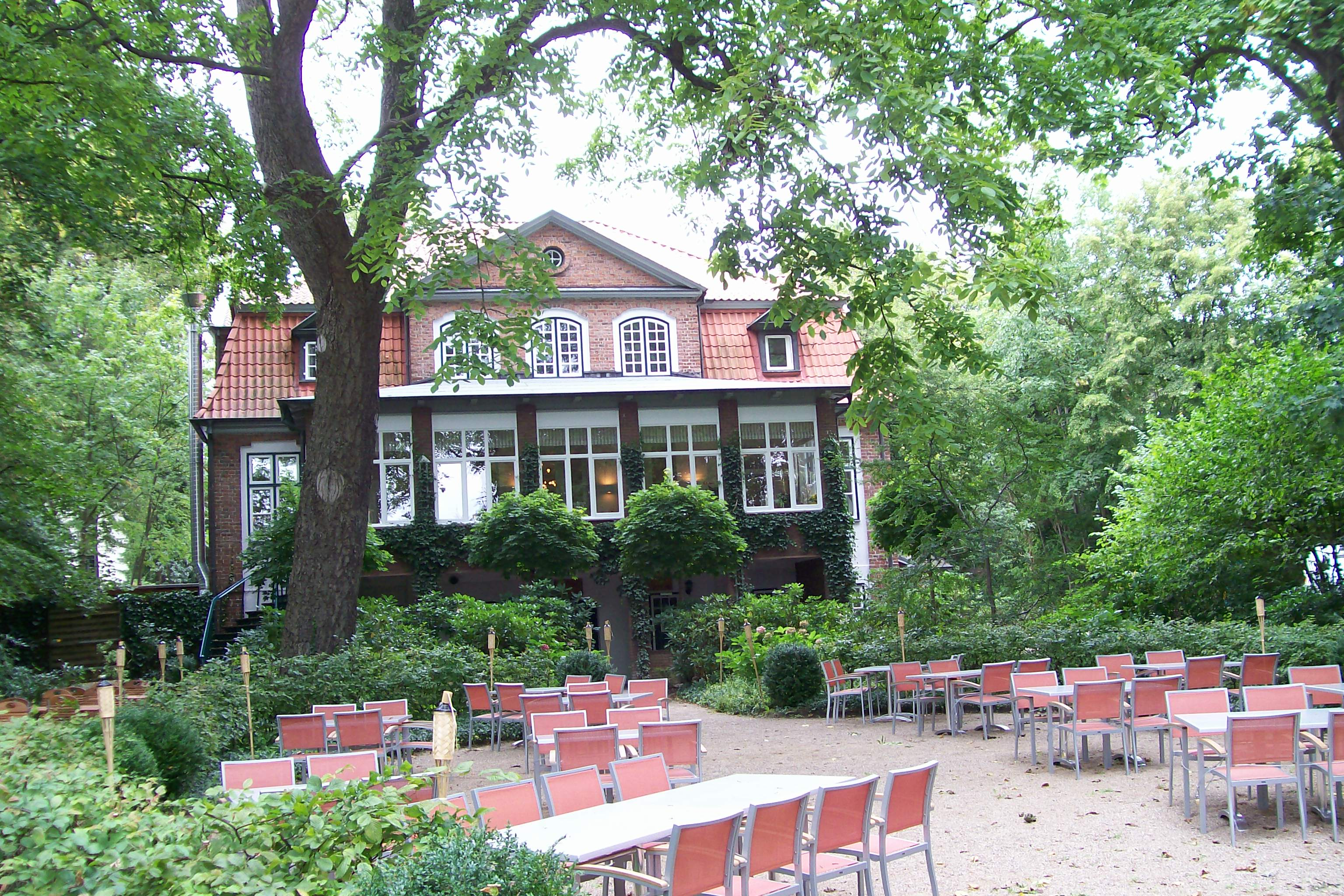
Rückseite mit Garten an der Trave während der Zeit der Nutzung als Restaurant (2007)

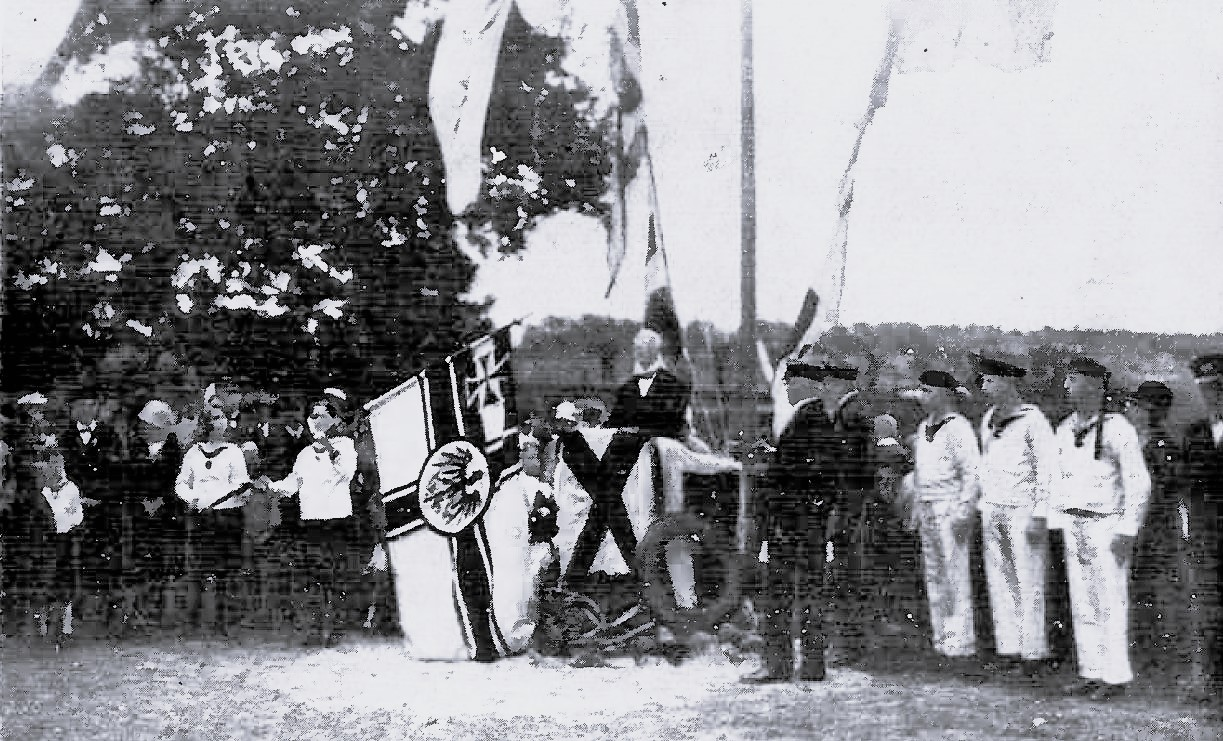
Flaggenweihe der Lübecker Marinejugend (1927)

Bereits im 15. Jahrhundert hatte sich an der Stelle der heutigen Lachswehr ein Krug befunden. Im 18. Jahrhundert  kam der Aufenthalt im Grünen bei den Stadtbewohnern in Mode. Die wohlhabenden Lübecker Bürger bauten sich vor den Toren der Stadt Sommerhäuser, um der Beengtheit der dicht bebauten Altstadtinsel für die Sommermonate zu entfliehen. Die  Bürgerschaft, der Rat der Stadt, wollte auch weniger bemittelten Einwohnern die Möglichkeit eröffnen, sich außerhalb der Befestigungen, aber nahe ihren Wohnungen im Freien aufzuhalten und dort die Freizeit zu verbringen. 1771 beauftragte die Bürgerschaft den Stadtbaumeister Johann Adam Soherr mit dem Bau des Gartenrestaurants. Er hatte neben anderen in Lübeck erhaltenen Bauten das als Sommerhaus dienende  Schlösschen Bellevue traveabwärts für den reichen Kaufmann Hieronymus Küsel erbaut.
Der Name Lachswehr leitet sich ab von der Lage an der Alten Trave, einem toten Arm des Flusses, der als Fischwehr benutzt wurde. Vornehmlich wurden hier Lachse gefangen. Das Gelände an der Trave in der späteren Vorstadt St. Lorenz befand sich seit 1188 im Besitz von Graf Adolf II. von Holstein und gelangte später in den Besitz der Stadt. Es war schon im 18. Jahrhundert durch eine Allee, die Lachswehrallee, zu erreichen. Heute liegt das Restaurant mit baumbestandenem Garten wegen des Baus der Lachswehrbrücke in einer Mulde.
1852 feierte der Dichter Emanuel Geibel, der schon als Kind im Garten der Lachswehr gespielt hatte, in dem Lokal seine Hochzeit mit der erst 17 Jahre alten Ada Trummer. Er  hatte den „stillen Garten mit dem schattigen Ulmengang“ dichterisch besungen.
Im Garten der ehemaligen Lachswehr fand am 11. September 1927 die Flaggenweihe der Lübecker Marinejugend statt. Die Weiherede hielt der Hauptpastor Wilhelm Mildenstein von der Luthergemeinde. Die Feier wurde von mehreren Reden der Vereinsfunktionäre, Musik und Gesangsvorträgen umrahmt.
1936 übernahm der Gastwirt Hugo Junker die „Lachswehr“ von der Stadt Lübeck in Pacht. Nach seinem Tod führte seine Witwe Lina Junker die „Lachswehr“. Schwiegersohn Roman Erben kaufte das Restaurant 1964.
Zu den zahlreichen Veranstaltungen gehörte das Vogelschießen des Lübecker Bürgervereins, viele Hochzeiten Lübecker Bürger und das traditionelle Frühkonzert zu Pfingsten. Im Dezember 1977 kaufte der Lübecker Motorboot-Club (LMC) Restaurant und Grundstück von Roman Erben.
Die Lachswehr wurde in den 1980er Jahren saniert und umgebaut. Ein Gastwirt, Anhänger des Slow Food, betrieb die Lachswehr mit gehobener Gastronomie, scheiterte damit jedoch nach mehreren Jahren und schloss das Lokal Ende März 2006. 2007 wurde das Restaurant erneut vier Monate lang saniert und neu verpachtet.
Nach mehrfachem Pächterwechsel verpachtete der Vorstand des LMC 2018 das Gebäude für 25 Jahre an Gemeinnützige GmbH Kinderwege. Sie übernahm die Trägerschaft für die 1978 als Elterninitiative gegründete „Babygruppe Lübeck“, die seit Mai 2019 im Erdgeschoss eine Kinderkrippe und Kindertagesstätte für ein- bis sechsjährige Kinder betreibt. Im Obergeschoss entstanden Wohnräume. Die Baukosten zur Umgestaltung betrugen rund 340.000 Euro, 125.000 Euro davon übernahm die öffentliche Hand. Beim Umbau wurden denkmalpflegerische Belange berücksichtigt. So wurden hüttenähnliche Räume aus Holz eingebaut, die den Kindern beispielsweise zum Schlafen dienen. Die Stuckdecken bleiben dadurch sichtbar. Bauliche Änderungen wie Durchgänge wurden rückbaubar vorgenommen.